# Straßenradsport-Weltmeisterschaften/Einzelzeitfahren der Frauen U23
Das Einzelzeitfahren der Frauen U23 ist ein Wettbewerb bei den Straßenradsport-Weltmeisterschaften. Es besteht seit 2022.
Bei den Männern war eine U23-Kategorie bereits 1996 eingerichtet worden, als Ersatz für das Amateur-Rennen, das jungen Fahrern als Sprungbrett zu einer Profi-Laufbahn gedient hatte. Bei den Frauen, die nie eine Unterscheidung zwischen Profis und Amateuren gekannt hatten, unterblieb dies.
Die Entscheidung zur Einführung von WM-Titeln für die U23-Frauen erfolgte kurzfristig im Februar 2022. Die U23-Fahrerinnen starteten bis einschließlich 2024 im Zeitfahren der Elite und nahmen gleichzeitig an der Elite-Wertung und an einer gesonderten U23-Wertung teil. Es gab dabei keine U23-spezifischen Qualifikationsregeln. Während die kontinentalen Meisterinnen der Elite ein persönliches Startrecht bei der WM hatten, gilt dies nicht für die U23-Meisterinnen, im Gegensatz zum U23-Straßenrennen.
2025 soll es erstmals ein eigenständiges Rennen für die U23 geben.

## Palmarès
| Jahr | Austragungsort | Gold                | Silber             | Bronze              |
| ---- | -------------- | ------------------- | ------------------ | ------------------- |
| 2022 | Wollongong     | Vittoria Guazzini   | Shirin van Anrooij | Ricarda Bauernfeind |
| 2023 | Stirling       | Antonia Niedermaier | Cédrine Kerbaol    | Julie De Wilde      |
| 2024 | Zürich         | Antonia Niedermaier | Jasmin Liechti     | Julie De Wilde      |

## Medaillenspiegel
| Platz  | Land        | Gold | Silber | Bronze | Gesamt |
| ------ | ----------- | ---- | ------ | ------ | ------ |
| 1      | Deutschland | 2    | 0      | 1      | 3      |
| 2      | Italien     | 1    | 0      | 0      | 1      |
| 3      | Frankreich  | 0    | 1      | 0      | 1      |
| 3      | Niederlande | 0    | 1      | 0      | 1      |
| 3      | Schweiz     | 0    | 1      | 0      | 1      |
| 6      | Belgien     | 0    | 0      | 2      | 2      |
| Gesamt | Gesamt      | 3    | 3      | 3      | 9      |